# Mauges Communauté
Die Mauges Communauté ist ein französischer Gemeindeverband mit der Rechtsform einer Communauté d’agglomération im Département Maine-et-Loire in der Region Pays de la Loire. Sie wurde am 21. Dezember 2015 gegründet und umfasst sechs Gemeinden. Der Verwaltungssitz befindet sich im Ort Beaupréau-en-Mauges.

## Mitgliedsgemeinden
| Gemeinde             | Einwohner 1. Januar 2022 | Fläche km² | Dichte Einw./km² | Code INSEE | Postleitzahl                      |
| -------------------- | ------------------------ | ---------- | ---------------- | ---------- | --------------------------------- |
| Beaupréau-en-Mauges  | 23.887                   | 230,45     | 104              | 49023      | 49600                             |
| Chemillé-en-Anjou    | 21.550                   | 323,98     | 67               | 49092      | 49120                             |
| Mauges-sur-Loire     | 18.514                   | 191,87     | 96               | 49244      | 49110, 49290, 49410, 49570, 49620 |
| Montrevault-sur-Èvre | 15.684                   | 198,85     | 79               | 49218      | 49110, 49270, 49600               |
| Orée d’Anjou         | 16.975                   | 156,34     | 109              | 49069      | 49220                             |
| Sèvremoine           | 25.764                   | 213,07     | 121              | 49301      | 49230, 49450, 49660, 49710        |
| Mauges Communauté    | 122.374                  | 1.314,56   | 93               | –          | –                                 |

## Historische Entwicklung
Der Gemeindeverband setzt sich zur Gänze aus Gemeinden vom Typ Commune nouvelle zusammen, welche aus ehemaligen Gemeindeverbänden durch Fusion ihrer Mitgliedsgemeinden per 1. Januar 2016 entstanden sind. Diese Gemeindeverbände waren:
- Communauté de communes du Centre-Mauges, wurde zu Beaupréau-en-Mauges
- Communauté de communes de la Région de Chemillé, wurde zu Chemillé-en-Anjou
- Communauté de communes du Canton de Saint-Florent-le-Vieil, wurde zu Mauges-sur-Loire
- Montrevault Communauté, wurde zu Montrevault-sur-Èvre
- Communauté de communes du Canton de Champtoceaux, wurde zu Orée d’Anjou
- Communauté de communes de Moine et Sèvre, wurde zu Sèvremoine